# Maria Olivares i Usac
Maria Olivares i Usac (L'Hospitalet de Llobregat, 2 de desembre de 1932) és una política catalana i professora mercantil per l'escola d'Alts estudis Mercantils de Barcelona, diputada al Parlament de Catalunya en la V Legislatura.
En els darrers anys del franquisme va militar a Bandera Roja i es vinculà a grups feministes. De 1979 a 1981 va formar part del consell polític de Nacionalistes d'Esquerra, amb el que formà part de les llistes a les eleccions al Parlament de Catalunya de 1980. Va ser una activa membre del DOAN (Dones Antimilitaristes), fundat el 1983.
Quan NE es va trencar ingressà al Moviment d'Esquerra Nacionalista-Ecologistes de Catalunya. A les eleccions al Parlament de Catalunya de 1995 (V Legislatura) fou escollida diputada dins les llistes d'Iniciativa per Catalunya-Verds. De 1996 a 1998 fou membre de la Comissió del Parlament de Catalunya de Seguiment del Procés d'Equiparació Dona-Home.
Posteriorment ha estat membre del consell polític dels Verds-Esquerra Ecologista i continua militant al moviment feminista, en diferents entitats com la Marxa Mundial de Dones, a més de ser membre del Consell de Dones de l'Ajuntament de Barcelona. És membre del Centre de Dones de la Verneda, de l'Ateneu Barcelonès i sòcia del Teatre Lliure.